# 丰特努瓦广场

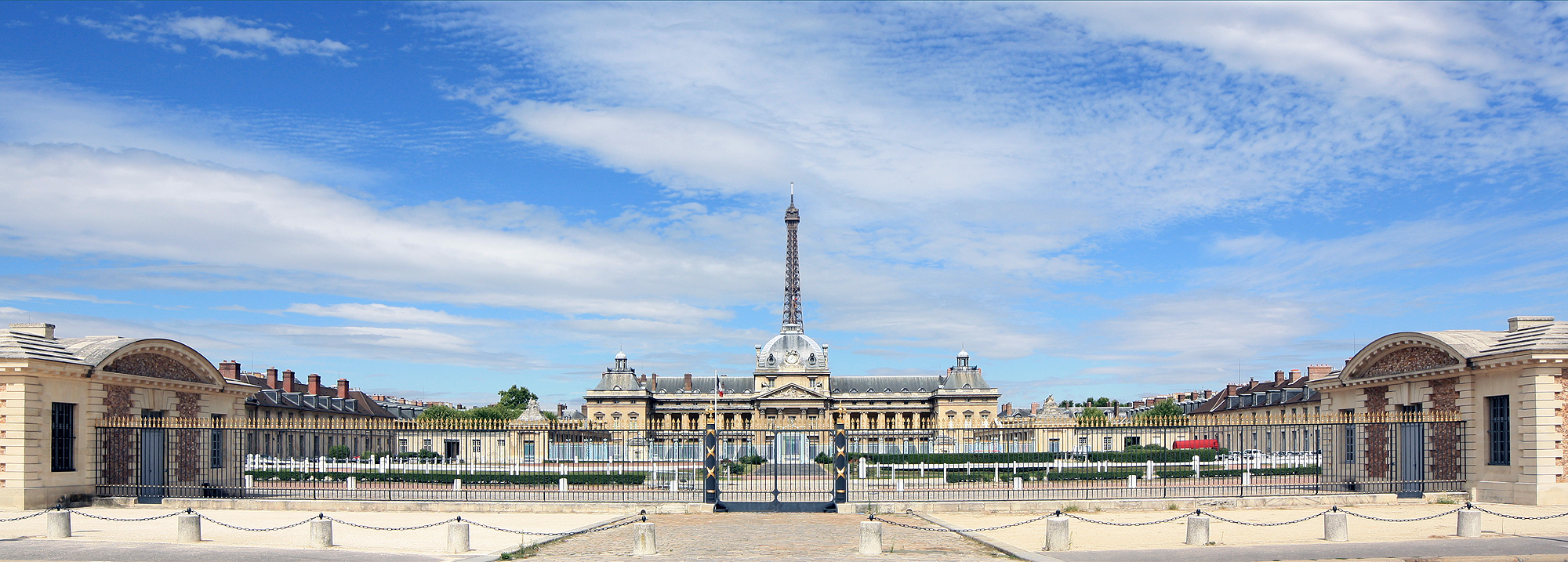
丰特努瓦广场，前景是军事学校，后方是埃菲尔铁塔

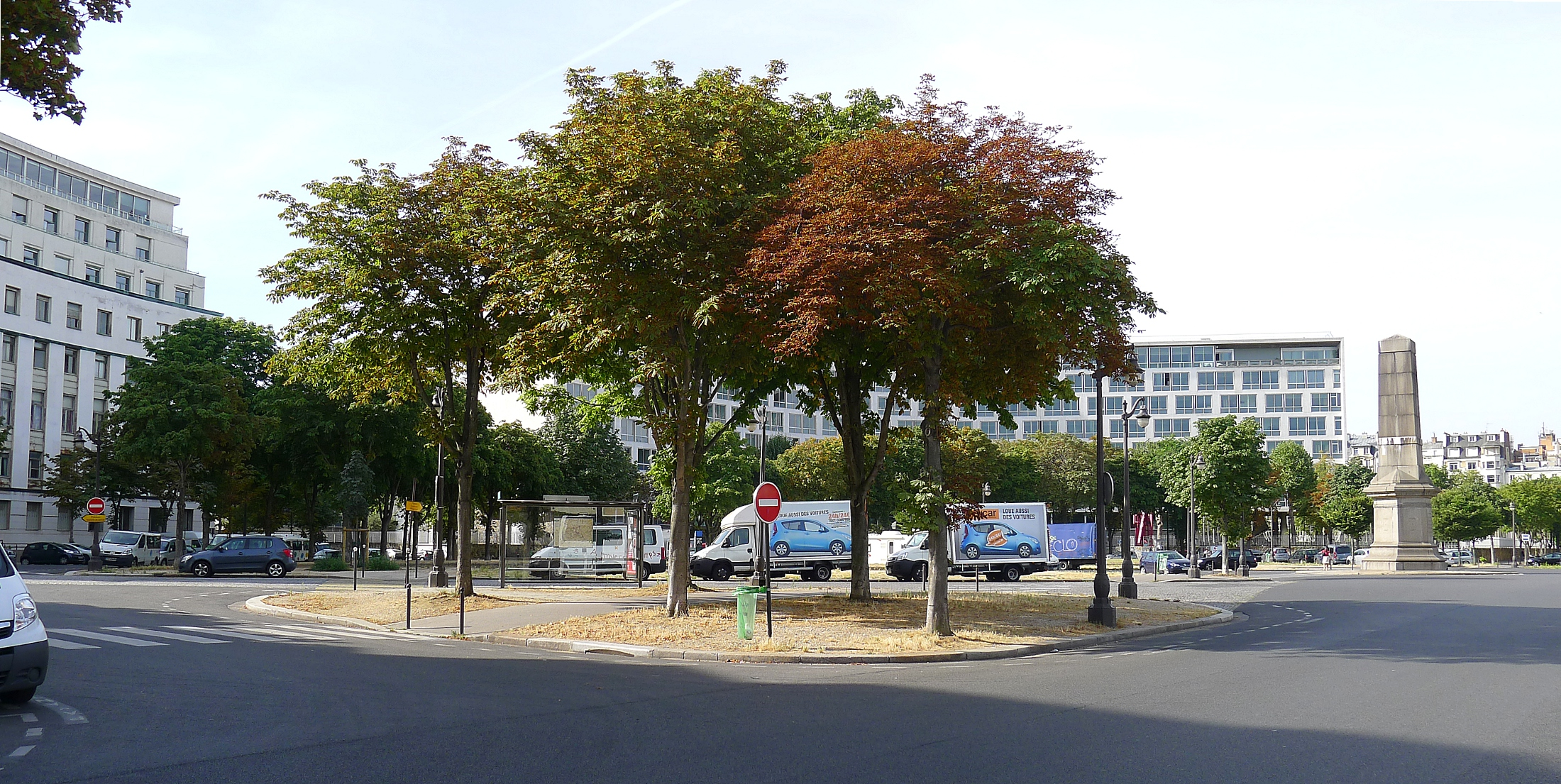

丰特努瓦广场 (Place de Fontenoy，法語發音：[plas də fɔ̃tənwa])是巴黎第七区的一个半圆形广场。萨克森大街、avenue de Lowendal等道路在此交汇。丰特努瓦广场北侧为军事学校，丰特努瓦广场7号是联合国教科文组织总部大楼。

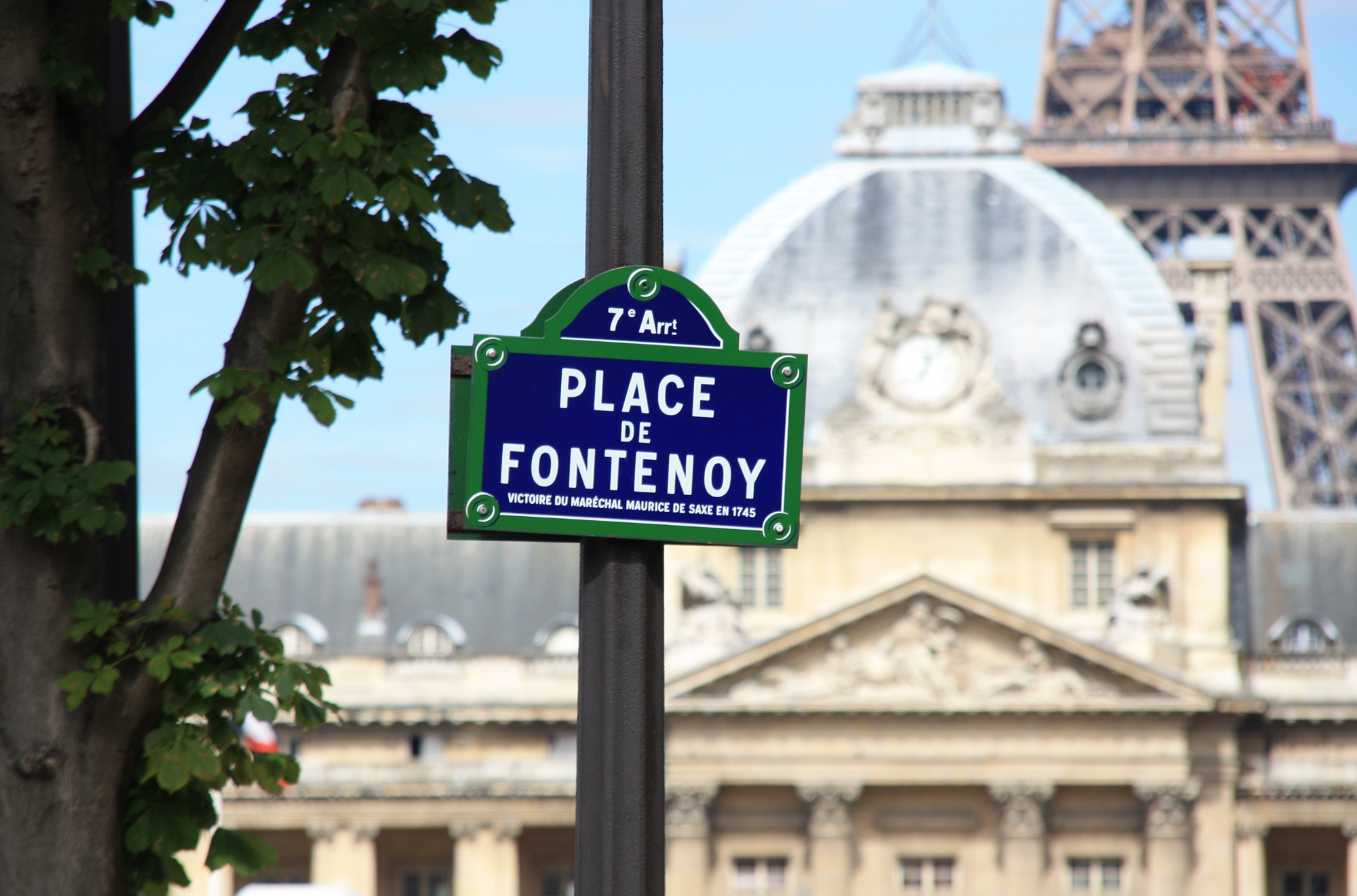

## 名称
丰特努瓦广场得名于1745年5月8日的丰特努瓦战役。 

## 历史
2015年，市议会将广场更名为“丰特努瓦-联合国教科文组织广场”（place de Fontenoy - UNESCO） 。

## 建筑
- 1号:社会事务和卫生部
- 3号:邮电部。2013年列为法国历史遗迹[3]
- 7号：联合国教科文组织大楼[4]
- 北侧：军事学校

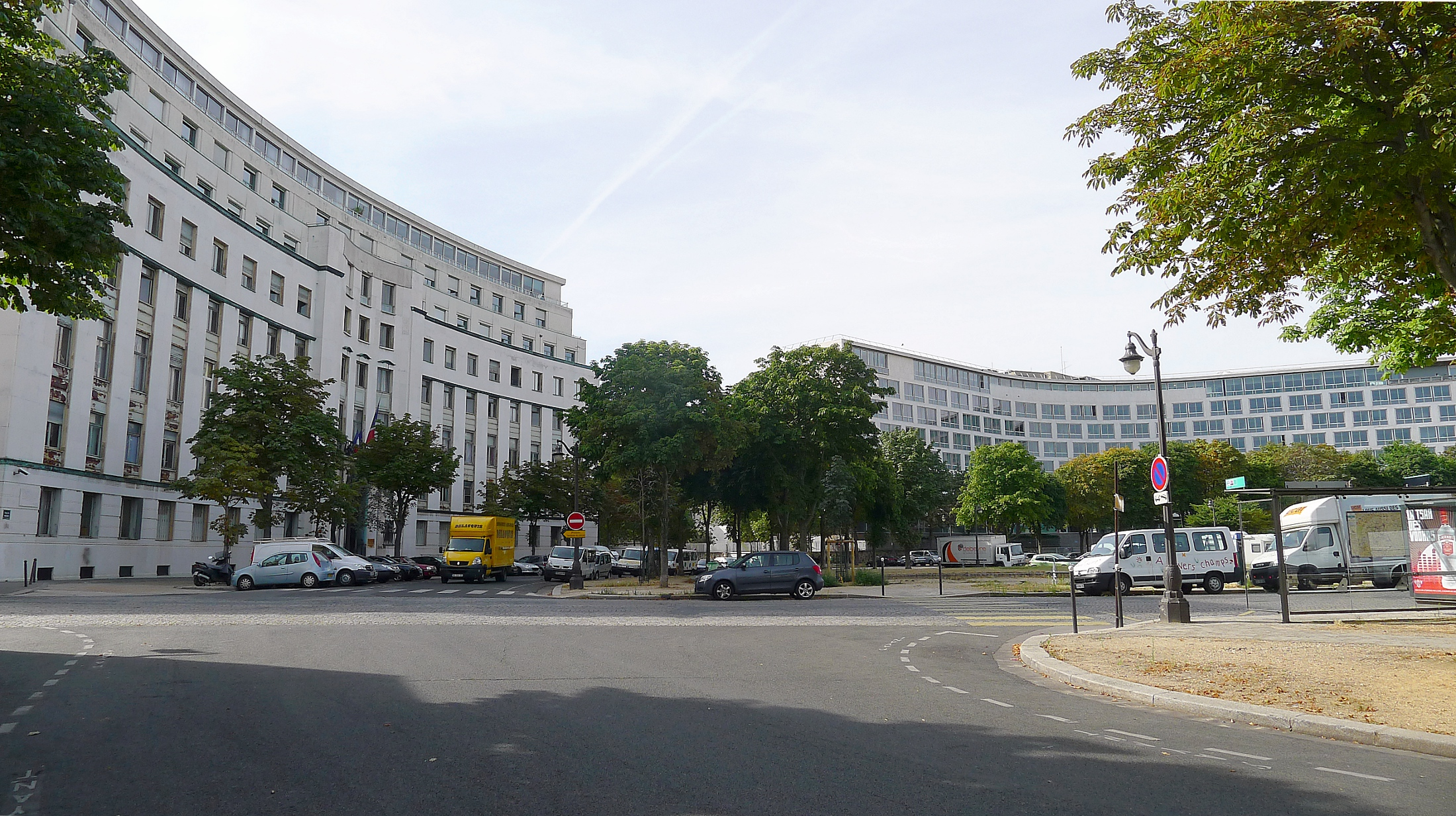
联合国教科文组织大厦
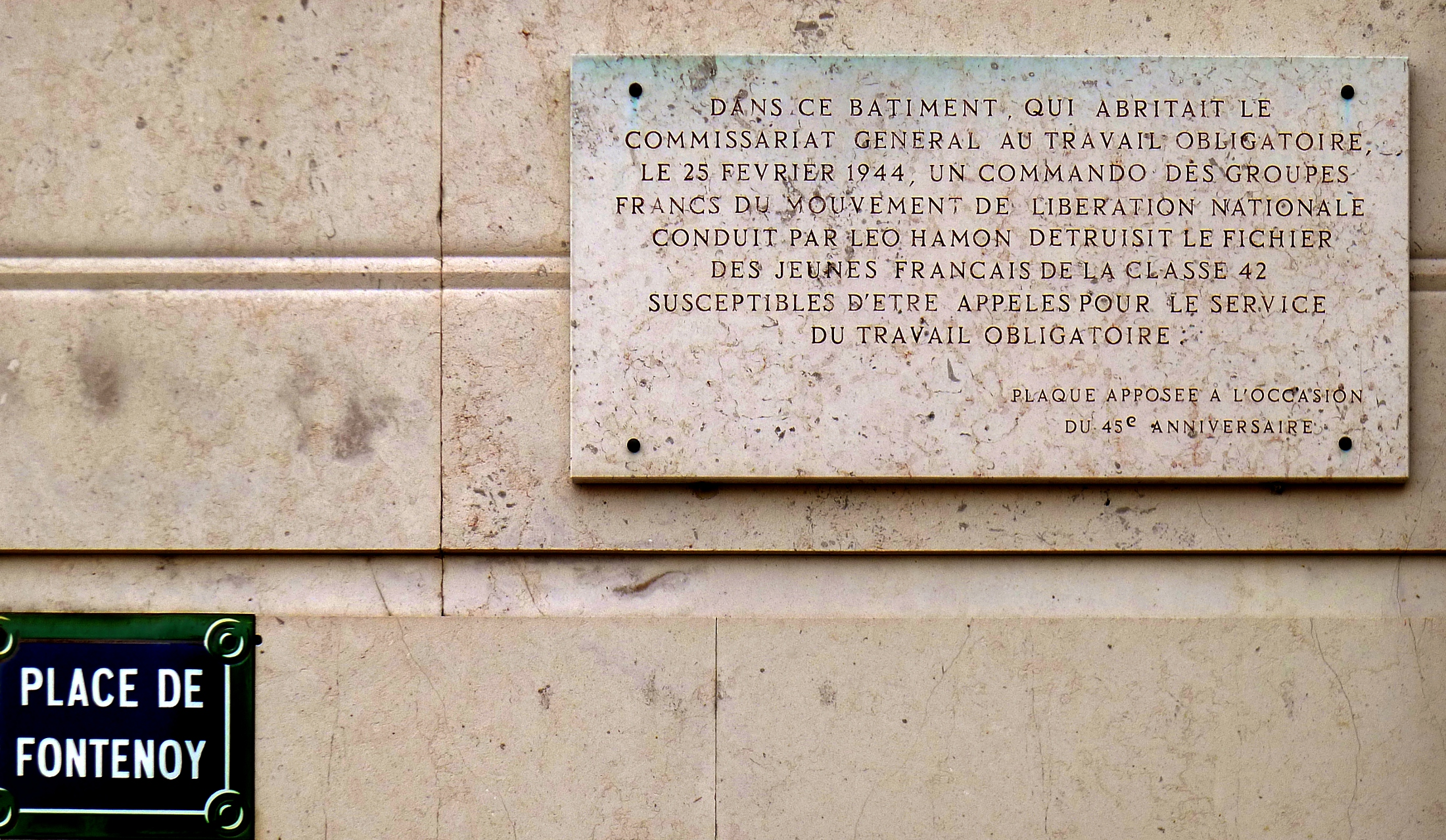
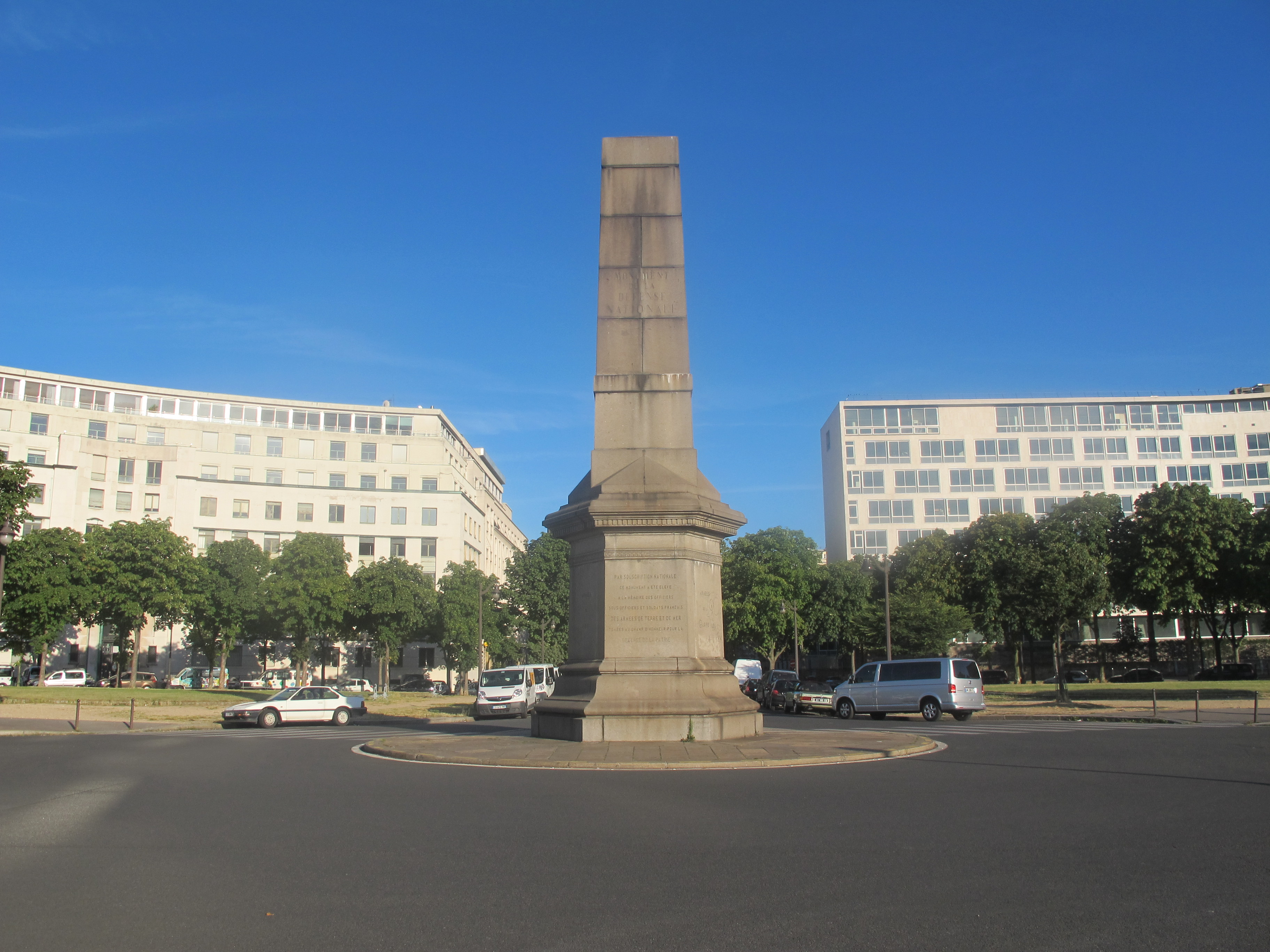